# بیچمتون
بیچمتون (به انگلیسی: Beachampton) یک روستا و محله مدنی در بریتانیا است که در ایلسبوری ویل واقع شده‌است. بیچمتون ۱۸۴ نفر جمعیت دارد.